# Chionaema amabilis
Chionaema amabilis är en fjärilsart som beskrevs av Moore 1877. Chionaema amabilis ingår i släktet Chionaema och familjen björnspinnare. Inga underarter finns listade i Catalogue of Life.